# Andrzej Książek
Andrzej Książek (ur. 30 sierpnia 1945 w Krasnymstawie) – polski lekarz, nefrolog, profesor nauk medycznych, rektor Akademii Medycznej w Lublinie i Uniwersytetu Medycznego w Lublinie (2005–2012).

## Życiorys
Absolwent II Liceum Ogólnokształcącego im. Hetmana Jana Zamoyskiego w Lublinie. W 1968 ukończył studia na Wydziale Lekarskim Akademii Medycznej im. prof. Feliksa Skubiszewskiego w Lublinie. Uzyskiwał następnie stopnie doktora (na podstawie pracy Działanie ośrodkowe leków wpływających na układ adrenergiczny) i doktora habilitowanego (w oparciu o rozprawę zatytułowaną Aktywność adrenergiczna u pacjentów z niewydolnością nerek oraz u szczurów z eksperymentalną mocznicą). W 1988 otrzymał tytuł profesorski w zakresie nauk medycznych.
Specjalizował się w zakresie chorób wewnętrznych i nefrologii. Od 1969 zawodowo związany z lubelską Akademią Medyczną i następnie Uniwersytetem Medycznym. W 1982 objął kierownictwo Katedry i Klinika Nefrologii na tej uczelni. W latach 1999–2005 był prorektorem ds. klinicznych i szkolenia podyplomowego, następnie do 2012 sprawował funkcję rektora AM i UM.

## Odznaczenia
Odznaczony Krzyżem Kawalerskim Orderu Odrodzenia Polski (2011).